# Верхотурський міський округ
Верхоту́рський міський округ (рос. Верхотурский городской округ) — адміністративна одиниця Свердловської області Російської Федерації.
Адміністративний центр — місто Верхотур'є.

## Населення
Населення міського округу становить 15947 осіб (2018; 16802 у 2010, 19153 у 2002).

## Склад
До складу міського округу входять 44 населених пункти:
| Населений пункт             | Населення, осіб (2002) | Населення, осіб (2010) |
| --------------------------- | ---------------------- | ---------------------- |
| Біла Глина, присілок        | 79                     | 57                     |
| Борова, присілок            | 3                      | 1                      |
| Бочкарьова, присілок        | 168                    | 94                     |
| Бурлева, присілок           | 2                      | 1                      |
| Вавілова, присілок          | 11                     | 0                      |
| Верхня Постникова, присілок | 3                      | 1                      |
| Верхотур'є, місто           | 7815                   | 8820                   |
| Воронська, присілок         | 46                     | 27                     |
| Глазуновка, присілок        | 67                     | 51                     |
| Голубева, присілок          | 7                      | 2                      |
| Дерябіно, село              | 404                    | 358                    |
| Добриніна, присілок         | 0                      | 0                      |
| Жернакова, присілок         | 0                      | 0                      |
| Заїмка, присілок            | 107                    | 80                     |
| Запольська, присілок        | 16                     | 4                      |
| Захарова, присілок          | 2                      | 2                      |
| Злигостева, присілок        | 17                     | 0                      |
| Калачик, селище             | 475                    | 418                    |
| Кареліно, селище            | 320                    | 174                    |
| Карпунінський, селище       | 598                    | 402                    |
| Кордюково, село             | 621                    | 562                    |
| Корольова, присілок         | 2                      | 2                      |
| Корчемкіна, присілок        | 1                      | 0                      |
| Косолманка, селище          | 198                    | 116                    |
| Костильова, присілок        | 127                    | 123                    |
| Красногорське, село         | 489                    | 441                    |
| Лаптєва, присілок           | 111                    | 103                    |
| Лебедєва, присілок          | 75                     | 48                     |
| Литовська, присілок         | 11                     | 9                      |
| Лобанова, присілок          | 37                     | 13                     |
| Макаріхіна, присілок        | 0                      | 0                      |
| Малахова, присілок          | 84                     | 67                     |
| Матюшина, присілок          | 1                      | 0                      |
| Меркушино, село             | 113                    | 107                    |
| Мизникова, присілок         | 0                      | 0                      |
| Морозова, присілок          | 65                     | 43                     |
| Нікітина, присілок          | 7                      | 7                      |
| Обжиг, селище               | 0                      | 0                      |
| Отрадново, село             | 4                      | 2                      |
| Пінягіна, присілок          | 6                      | 4                      |
| Пія, село                   | 59                     | 28                     |
| Привокзальний, селище       | 6218                   | 4035                   |
| Прокоп'євська Салда, село   | 449                    | 336                    |
| Путімка, присілок           | 0                      | 0                      |
| Ричкова, присілок           | 47                     | 28                     |
| Роз'їзд 99 км, селище       | 0                      | 0                      |
| Розсол, присілок            | 1                      | 4                      |
| Треніхіна, присілок         | 0                      | 0                      |
| Усть-Салда, село            | 286                    | 225                    |
| Шнурова, присілок           | 0                      | 7                      |
| Шумкова, присілок           | 1                      | 0                      |

- 3 грудня 2015 року були ліквідовані присілки Добриніна, Корчемкіна, Макаріхіна, Мизникова, Треніхіна, селища Обжиг, Роз'їзд 99 км[8].

## Найбільші населені пункти
| № | Населений пункт | Населення, осіб (2002) | Населення, осіб (2010) |
| - | --------------- | ---------------------- | ---------------------- |
| 1 | Верхотур'є      | 7 815                  | 8 820                  |
| 2 | Привокзальний   | 6 218                  | 4 035                  |